# Notophthiracarus inelegans
Notophthiracarus inelegans är en kvalsterart som först beskrevs av Wojciech Niedbała 1986.  Notophthiracarus inelegans ingår i släktet Notophthiracarus och familjen Phthiracaridae. Inga underarter finns listade i Catalogue of Life.